# 陈平 (1944年)
陈平（1944年1月12日—），现任复旦大学中国研究院研究员，中國網路名人。北京大学国家发展研究院教授，美国哥伦比亚大学资本主义与社会研究中心外籍研究员，世界经济学会创始执委会委员，終生进行经济混沌和经济复杂性研究。青年時当过铁路工人，就職於成昆铁路眉山电务段，並且創作了“眉山劍客”系列網路節目，因而成為了網路名人，他主要探討共產黨主政下的經濟策略。

## 生平
祖籍浙江鄞县，1944年生于陪都重庆，1962年毕业于上海市格致中学。1968年毕业于北京中国科学技术大学物理系，师从中国物理学家严济慈。1968年至1974年任成都铁路分局电工，业余研究理论物理、科技史和经济史，後因緣際會前往中国科学院合肥等离子体物理研究所為实习研究员，表現優異而被借调筹备全国科学大会工作，後被聘为安徽省政协辦公室特邀委员。1980年赴美国攻读理论物理研究生，1981年起攻讀博士研究非平衡物理学、非线性演化动力学与复杂系统科学。1987年获得德克薩斯大學奧斯汀分校博士学位，指導教授為诺贝尔化学奖獲得者伊利亞·普里高津，之后留任该校普利高津统计力学与复杂系统研究中心研究员。1987年，任中国留美经济学会第三届会长，1988年卸任会长职位（由孙涤接任）。
后转为研究经济学领域，研究领域涉及宏观经济学、金融经济学、微观计量经济学、文化人类学等。受到物理学混沌理论的启发，于1988年的論文中認為发现了“经济混沌論”的经验证据，将此纳入到自己研究方向。学成归国后先后担任北京大学管理科学研究所副教授；北京大学国家发展研究院/中国经济研究中心教授，博士生导师；美国哥伦比亚大学资本主义与社会研究中心外籍研究员；复旦大学中国研究院高级研究员，复旦新政治经济学研究中心高级研究员，学术委员会主任。在经济学领域有自身独特的见解，在網上開創“眉山劍客”系列節目，從物理學角度觀察經濟狀況並試圖破斥許多西方經濟學理論以妥善地解釋許多理論無法圓滿地解釋的經濟現象，陈平所寫的博士論文便是演化經濟學領域內關於混沌的理論，陳文提交論文時因普里高津及評委基本贊同研究結論一事而於1987年獲得博士學位。

## 觀點

### 經濟
陳平聲稱 亚当·斯密、哈耶克、科斯等被現有經濟學課本奉為大師的人都是謬論，其將現有西方主流的新古典派经济学稱為“空想資本主義”（反諷空想社會主義），因為其大量前提假設和對人性的設定都是一種烏托邦，而現實中沒有烏托邦，所以這註定相關理論都是空想，奥地利学派，熊彼特的创新经济学以及演化经济学才是现实的；而西方目前的道路為錯誤道路的跡象越發明顯，所以國內學者再把一些西方經驗當參考、理論當圭臬，下場將是誤國誤民，必須全盤推翻創新中國系統的經濟學，那會是一個更接近真理的理論。
陳平聲稱，美國的美聯储央行制度對外宣稱“央行獨立”其實是謊言，因為其本質是大銀行持股成立的“太上皇銀行”，本質還是為私有，而且其為金融寡頭的小群人私有，所以發生經濟災難時不會考慮社會底層與穩定，而優先考慮為金融寡頭解套脫罪，所以形成金融海嘯和長期經濟困境，中國式的央行本質為政治局轄下的一個部門科室，凡事必須考慮社會穩定與政治大局，这才是正確制度，且不必理會西方學者的理論。
对于產業，陈平和金燦榮等“工业党”學者以及认为经济繁荣来自生产而非消费的奥地利学派有相似论述，認為鼓吹服務業至上是西方給中國挖的又一陷阱。製造業和重工業永恆是國力的來源，任何國家走向金融、醫療、律師等高端服務業搭配餐館、旅館、網站等低端服務業，還将其當成國家景觀，就是國力衰敗的起始。陳平聲稱 歐美走向那種型態不是什麼先進的象徵而是落後與無奈的象徵，因為人民吃不了苦，所以製造業和重工業競爭失敗，且紛紛倒閉和外移，最後只能剩下服務業，所以GDP不是一個數字，其中應該分為有效GDP和無效GDP，金融、醫療、律師這三種行業中其實無效GDP比重很大且貧富不均嚴重，尤其律師行業會加重整個社會的交易成本和坑害苦幹實幹的實業家，因此律師業過度興盛、過度高薪是一個國家的不祥預兆。
陳平聲稱 因為西方認為中國經濟全靠低工資及人口紅利，所以當這兩項逐漸淡化後經濟就會崩潰，這又是一大谬论，因為從南亞到中東、非洲等一路上各種國家都是乞丐遍地且人口年輕，一點點錢就能雇用，都是廉價勞工，但這些國家卻從未飛躍式崛起，陳平聲稱 原因是廉價者不等於廉價勞工，廉價者還必須有紀律和服從性，與願意長期苦幹的思維文化才能成為可用的勞動力，加上政府高效率的規劃、執行大藍圖，這些才是中國模式的根源動力。

### 教研
陈平认为 中国科研体制最大的问题是官本位压制科技创新，管理系统是一个金字塔的官僚系统，但是科学发展是一个倒金字塔的开放系统，这两个东西是矛盾的，使得中国现在一大批的科学家不去做研究而去抢官位，抢头衔。陈平认为 中国的教育市场化改革成为绑架中国科技创新，阻碍中国一带一路战略成功，也是阻碍中国实现小康社会、应对人口老龄化，劳动力缺乏的最大障碍。 中国大学坐落在大城市地价过高，教员的工资却很低，政府没有在同时足够的加大对基本教育和基础研究的投资，校外补课班使得家长背负沉重的负担，生育意愿低。

### 美國
陳平曾經聲稱唐納德·特朗普會在成為正總統後對中國採取親善政策。

### 印度
陳平認為 西方有一種深層思維就是把最後希望寄託在印度，認為它是擊敗中華文明的希望，其實非常妄想，因為印度從未有統一的國家認同，其22種語言中諸多還文字相異，另有上千種原住民語言，本質是一個分裂化的鬆散集合體，比春秋戰國時代的周朝還不如，因此英國當年可以靠少量的兵力就殖民控制印度，因為利用其內部的人互相攻伐、互相管理很容易。加上印度從未有过共產式土地改革，大量人還過著地主與佃農的中世紀生活，地主留下的生活費剛好餬口，子女教育全無希望。所以印度真要有一種趕超式發展在可見的未來沒有可能，就算有可能，那也是以百年為單位的遙遠。
然而，陳平表示 不可否認的是，有一定的機率在某一階段，印度想挑戰中國的地位，製造一些麻煩，陳平認為現有戰略準備必須開始，利用經濟扶植其周邊國家搶奪印度的發展機會，同時交好這些周邊國。陳平聲稱 重點是西藏高原的水利管理，他認為當年中印戰爭的表面理由都不成立，核心理由其實是印度怕中國切斷其水源，這是它永恆的恐懼，因為印度大半以上河流都源自高原上的雪水，這些水所灌溉的無數農村也牽動著政治穩定，所以現在就要開始水利建設，真有交戰前夕的那一天，必須能「科學管理」（切斷）印度的水源，便能讓它不戰而降。

### 香港
陈平认为 非建制派代表的不是香港的中产阶级乃至中下层群众的利益，也不懂现代经济学的常识和世界各国的经验，他们只懂一件事情，就是盲目迷信英美制度的优越性。陳平聲稱 被新自由主义或者传统的英国所谓自由放任教条洗了脑的，恰恰是香港的这些政治领袖，包括殖民教育培养出来的教师、新闻媒体，还有法官。

## 家庭
陈平的母亲小时候是在马来西亚、新加坡长大。母亲的养父来自外交官家族，在抗战以前是中国驻新加坡的领事。
陈平大女儿是美国公民，大学就读于麻省理工学院。

## 著作
- Economic complexity and equilibrium illusion: Essays on market instability and macro vitality（经济复杂性与均衡幻象：市场不稳定与宏观活力论文）
- 经济复杂性基础研究系列：（一）《代谢增长论：技术小波和文明兴衰》[22]

## 争议

### 陈平不等式
2020年8月，陳平發表言論認為，每个月2000元人民币的收入的中國居民比在美國每月收入3000美元的居民生活要幸福得多或更具稳定性，被網民戲稱為“陳平不等式”。結果於2021年2月在個人微博“眉山论剑”講述自己在德州首府奥斯汀親歷的美國德州大停電遭遇，引發爭議。陳平在2月15日接受观察者网關於2021年德克薩斯州大停電的訪問時無意中透露他在美國購買平房，長期定居美國。報道曝光之後，內地網民批評陳平，聲稱他「反美是工作，赴美是生活」。經媒體調查，發現陳平在1991年起就已在美國購置多筆房產。但有人聲稱陳平在2025年初的中美网友小红书对账事件中被网友平反。

### 警惕马恩牌
2020年12月，陈平推测拜登上台之后推动颜色革命里面的一个重要的诉求是逼中国增加劳工成本，“打马克思、恩格斯的牌”，要逼中国采用和西欧一样的工会法，独立工会法，然后要中国接受和西方一样的工人和老板集体谈判工资的权利，增加中国沿海地区制造业的劳工成本，加快中国制造业的流失，使得中国的经济发展速度放慢，中国的实业的压力加重，然后中国失去在经济竞争能力上挑战美国、西欧、日本、澳大利亚、新西兰等西方发达国家产业工人竞争力的能力。该言论引发争议，“警惕境外势力打马恩牌”“警惕拜登打马恩牌”一度成为网络热词。

## 批評
有人聲稱 陳平忽視香港的非建制派包含反對新自由主義的左派這個事實，其在美國央行制度等方面的論述也有不少錯處。此外，有人聲稱 陳平所寫的論文內容空泛，被引用的次數相對較少。
有評論者聲稱陳平所發表的部份言論顯示出其「流氓無賴的見地」，並且聲稱陳平之流等等的言行反映了中國國內日益高漲的民族主義情緒。